# 周墀
周墀（793年—851年3月23日），字德升，汝南郡人。
周炅之後，祖左拾遺周沛，父左驍衛兵曹參軍周頲早逝，其母以纺织抚养長成。长庆二年（822年）中进士，授湖南巡官，入朝为监察御史、集贤殿学士。長於史學，爲唐文宗所賞識。李宗闵鎮守山南時，聘用周墀爲行軍司馬。不久召回京都，以考功员外郎兼起居舍人事知制诰。唐武宗時，改任工部侍郎，出京爲華州刺史。著名詩人李商隱就曾在周墀之華州幕下。
大中二年（848年）夏五月，加同中书门下平章事为宰相，就職前他向判官韋澳请教如何当宰相，韋澳说：“愿相无权”又說：“官赏刑罚，与天下共其可否，勿以已之爱憎喜怒移之，天下自理，何权之有？”大中三年（849年），被罷爲劍南東川節度使。後因驸馬都尉鄭颢上書求情，改為檢校尚書右仆射。卒後追贈爲司徒。

## 家庭

### 妻
- 义兴蒋氏，先卒，河中府功曹参军蒋垣女[3]。生周寬饒、周咸喜、周氏

### 子
1. 周寬饒，崇文館校書郎
2. 周咸喜，京兆府參軍
3. 周承規，字遐慶
4. 周承矩，字後慶，生周泳，字應祥

### 女
- 周氏，嫁起居舍人薛蒙

## 延伸阅读
[在维基数据编辑]
 在维基文库阅读此作者作品
 《舊唐書/卷176》，出自刘昫《舊唐書》
 《新唐書·卷182》，出自《新唐書》